# Noiembrie 2006
Acest articol este generat integral pe baza informațiilor din articolul 2006 și este actualizat periodic de un robot.
 Editările făcute în articol vor fi șterse la următoarea actualizare! Dacă doriți să faceți modificări, editați articolul-sursă.

ianuarie -
februarie -
martie -
aprilie -
mai -
iunie -
iulie -
august -
septembrie -
octombrie -
noiembrie -
decembrie
Noiembrie 2006 a fost a unsprezecea lună a anului și a început într-o zi de miercuri.

## Evenimente
- 3 noiembrie: Noul șef al Delegației Comisiei Europene în România, diplomatul italian Donato Chiarini, a înaintat scrisorile de acreditare ministrului de externe Mihai-Răzvan Ungureanu.
- 5 noiembrie: Înaltul tribunal irakian l-a condamnat pe fostul președinte Saddam Hussein la „moarte prin spânzurare” pentru responsabilitatea în executarea a 148 de șiiți ai orașului Doujad'l, în anii 80.
- 11 noiembrie: Statele Unite au recurs la dreptul de veto în Consiliul de Securitate al ONU, pentru a bloca un proiect arab de rezoluție care condamna operațiunile militare ale Israelului în Fâșia Gaza, precum și tirurile cu rachete ale palestinienilor asupra Israelului. Proiectul a obținut zece voturi pentru, patru abțineri (Danemarca, Marea Britanie, Japonia și Slovacia) și un vot împotivă (SUA).
- 12 noiembrie: În Osetia de Sud, regiune separatistă georgiană susținută de Rusia, locuitorii sunt chemați să se pronunțe prin referendum, asupra independenței zonei, în ciuda criticilor internaționale.
- 15 noiembrie: Președintele Traian Băsescu vizitează Libia, la invitația omologului său libian, Muammar Al Gaddafi.
- 30 noiembrie: În cea de-a treia zi a vizitei în Turcia, Papa Benedict al XVI-lea a vizitat Moscheea Albastră din Istanbul.
- 30 noiembrie: Africa de Sud devine a cincea națiune care legalizează căsătoria între persoane de același sex.

## Decese
- 4 noiembrie: Vladimir Țopa, 77 ani, fizician român (n. 1929)
- 5 noiembrie: Samuel Bowers, 82 ani, lider supremacist din Mississippi în perioada protestelor pentru drepturile civile (n. 1924)
- 5 noiembrie: Mustafa Bülent Ecevit, 81 ani, prim-ministru al Turciei (1974, 1977-1979 și 1999-2002), (n. 1925)
- 8 noiembrie: Iosif Conta, 82 ani, dirijor român (n. 1924)
- 9 noiembrie: Marin Brînaru, 77 ani, culegător de folclor, dirijor și profesor român (n. 1929)
- 10 noiembrie: Vera Aceva, 86 ani, comunistă macedoneană (n. 1919)
- 10 noiembrie: Igor Sergheev, 68 ani, Ministru al Apărării al Federației Ruse (1997-2001), (n. 1938)
- 12 noiembrie: Ștefan Pucas, 90 ani, pilot român de aviație, as al Aviației Române din cel de-al Doilea Război Mondial (n. 1916)
- 12 noiembrie: Dumitru Sopon, 70 ani, interpret de muzică populară românească din zona Transilvaniei (n. 1936)
- 13 noiembrie: Gheorghe Timar, 69 ani, fotbalist și antrenor român (n. 1937)
- 15 noiembrie: Constantin Mohanu, 73 ani, istoric literar, editor și folclorist român (n. 1933)
- 17 noiembrie: Ferenc Puskás (Ferenc Purczeld), 79 ani, fotbalist maghiar (n. 1927)
- 18 noiembrie: Ion Gheorghe Vrăneanțu, 67 ani, pictor român (n. 1939)
- 18 noiembrie: Gheorghe Vrăneanțu, pictor român (n. 1939)
- 19 noiembrie: Viorel Racoceanu, 44 ani, deputat român (2004-2006), (n. 1962)
- 20 noiembrie: Zoia Ceaușescu, 57 ani, matematiciană română (n. 1949)
- 20 noiembrie: Andrei Colompar, 67 ani, muzician de jazz român (n. 1939)
- 20 noiembrie: Donald Hamilton, 90 ani, scriitor american (n. 1916)
- 21 noiembrie: Gheorghe Calciu-Dumitreasa, 80 ani, preot și dizident român (n. 1925)
- 22 noiembrie: Lucian Raicu (n. Bernard Leibovici), 72 ani, eseist și critic literar român, stabilit în Franța, de etnie evreiască (n. 1934)
- 23 noiembrie: Ștefan Haukler, 64 ani, scrimer olimpic român (n. 1942)
- 23 noiembrie: Aleksandr Litvinenko, 43 ani, ofițer al serviciilor secrete ruse FSB (fostul KGB) specializat în crimă organizată (n. 1962)
- 23 noiembrie: Philippe Noiret (Philippe Pierre Fernand Noiret), 76 ani, actor francez (n. 1930)
- 27 noiembrie: Győző Határ, 92 ani, scriitor maghiar (n. 1914)
- 29 noiembrie: Șenol Coșkun, 18 ani, actor turc (n. 1988)